# Muertes y maravillas
Muertes y maravillas es una película dramática chilena de 2023 dirigida por Diego Soto.
La película fue seleccionada para competir en la sección oficial a la mejor película de la Competencia Internacional en la 24° edición del Buenos Aires Festival Internacional de Cine Independiente.

## Sinopsis
Es verano, la escuela ha terminado y lo que debería ser el comienzo de un tiempo para la diversión y el disfrute, para un grupo de amigos parece ser el comienzo de una especie de crepúsculo porque uno de ellos tiene una grave enfermedad.

## Premios y nominaciones
| Premio/Festival de Cine                                   | Fecha del evento                 | Categoría                                | Nominado             | Resultado                  | Ref.  |
| --------------------------------------------------------- | -------------------------------- | ---------------------------------------- | -------------------- | -------------------------- | ----- |
| Buenos Aires Festival Internacional de Cine Independiente | 19 de abril al 1 de mayo de 2023 | Competencia internacional Mejor película | Muertes y maravillas | Premio Especial del Jurado | [ 2 ] |